# 赫里霍里夫卡 (博霍杜希夫區)
49°51′53″N 35°9′24″E / 49.86472°N 35.15667°E
赫里霍里夫卡（烏克蘭語：Григорівка）是位於烏克蘭東部的村莊，由哈爾科夫州博霍杜希夫區的科洛馬克市鎮負責管轄。該村始建於1650年，面積0.18平方公里，海拔高度161米，2001年人口21，人口密度每平方公里116.7人。